# Ataxin-2
Ataxin 2 (ATX2) ist ein Protein, das in Wirbeltieren vorkommt; seine genaue biologische Funktion ist nicht geklärt. Beim Menschen gibt es vier Isoformen, die im Zytoplasma von Gehirn, Herz, Leber, Skelettmuskeln, Pankreas und Plazenta lokalisiert sind. Mutationen im ATXN2-Gen können die neurodegenerative Erbkrankheit Spinozerebelläre Ataxie Typ 2 (SCA2) sowie amyotrophe Lateralsklerose Typ 13 auslösen.
Die biologische Rolle von Ataxin 2 ist noch nicht im Detail geklärt, Forscher vermuten aber, dass Ataxin 2 bei der RNA-Prozessierung und bei der Endozytose eine Rolle spielt. Des Weiteren wird vermutet, dass Ataxin 2 in ähnlichen zellulären Prozessen eine Rolle spielt wie Huntingtin, das Protein, welches in seiner mutierten Form Chorea Huntington auslöst.